# 大衛·揚
大衛·揚（David Young；1968年5月11日—）是美國的一位政治人物。自2015年開始，他是愛奧瓦州第3選舉區選出的美國眾議院議員。他的黨籍是共和黨。在當選國會議員之前，許爾斯卡普曾是愛奧瓦州參議院的議員。